# Marigny-le-Châtel
Marigny-le-Châtel és un municipi francès situat al departament de l'Aube i a la regió del Gran Est. L'any 2007 tenia 1.554 habitants.

## Demografia

### Població
El 2007 la població de fet de Marigny-le-Châtel era de 1.554 persones. Hi havia 634 famílies de les quals 160 eren unipersonals (80 homes vivint sols i 80 dones vivint soles), 219 parelles sense fills, 187 parelles amb fills i 68 famílies monoparentals amb fills.
La població ha evolucionat segons el següent gràfic:
Habitants censats

### Habitatges
El 2007 hi havia 720 habitatges, 648 eren l'habitatge principal de la família, 24 eren segones residències i 47 estaven desocupats. 661 eren cases i 56 eren apartaments. Dels 648 habitatges principals, 392 estaven ocupats pels seus propietaris, 249 estaven llogats i ocupats pels llogaters i 7 estaven cedits a títol gratuït; 2 tenien una cambra, 30 en tenien dues, 88 en tenien tres, 200 en tenien quatre i 328 en tenien cinc o més. 523 habitatges disposaven pel capbaix d'una plaça de pàrquing. A 291 habitatges hi havia un automòbil i a 285 n'hi havia dos o més.

### Piràmide de població
La piràmide de població per edats i sexe el 2009 era:
| Homes | Edats   | Dones |
| ----- | ------- | ----- |
| 4     | 95 o +  | 8     |
| 0     | 90 a 94 | 4     |
| 0     | 85 a 89 | 8     |
| 4     | 80 a 84 | 8     |
| 40    | 75 a 79 | 24    |
| 24    | 70 a 74 | 36    |
| 44    | 65 a 69 | 44    |
| 16    | 60 a 64 | 44    |
| 36    | 55 a 59 | 32    |
| 48    | 50 a 54 | 44    |
| 48    | 45 a 49 | 52    |
| 48    | 40 a 44 | 36    |
| 76    | 35 a 39 | 68    |
| 80    | 30 a 34 | 60    |
| 52    | 25 a 29 | 60    |
| 48    | 20 a 24 | 32    |
| 40    | 15 a 19 | 32    |
| 52    | 10 a 14 | 76    |
| 56    | 5 a 9   | 48    |
| 44    | 0 a 4   | 28    |

## Economia
El 2007 la població en edat de treballar era de 1.008 persones, 760 eren actives i 248 eren inactives. De les 760 persones actives 676 estaven ocupades (368 homes i 308 dones) i 84 estaven aturades (34 homes i 50 dones). De les 248 persones inactives 105 estaven jubilades, 62 estaven estudiant i 81 estaven classificades com a «altres inactius».

### Ingressos
El 2009 a Marigny-le-Châtel hi havia 677 unitats fiscals que integraven 1.629,5 persones, la mediana anual d'ingressos fiscals per persona era de 18.215 €.

### Activitats econòmiques
Dels 63 establiments que hi havia el 2007, 3 eren d'empreses extractives, 4 d'empreses alimentàries, 4 d'empreses de fabricació d'altres productes industrials, 9 d'empreses de construcció, 13 d'empreses de comerç i reparació d'automòbils, 4 d'empreses de transport, 1 d'una empresa d'hostatgeria i restauració, 1 d'una empresa d'informació i comunicació, 7 d'empreses financeres, 1 d'una empresa immobiliària, 4 d'empreses de serveis, 7 d'entitats de l'administració pública i 5 d'empreses classificades com a «altres activitats de serveis».
Dels 20 establiments de servei als particulars que hi havia el 2009, 1 era una oficina de correu, 1 una oficina bancària, 2 funeràries, 3 tallers de reparació d'automòbils i de material agrícola, 1 paleta, 1 guixaire pintor, 2 fusteries, 2 lampisteries, 3 electricistes, 1 empresa de construcció, 2 perruqueries i 1 saló de bellesa.
Dels 6 establiments comercials que hi havia el 2009, 1 era un hipermercat, 2 fleques, 2 carnisseries i 1 una joieria.
L'any 2000 a Marigny-le-Châtel hi havia 13 explotacions agrícoles que ocupaven un total de 2.392 hectàrees.

## Equipaments sanitaris i escolars
El 2009 hi havia 1 farmàcia i 1 ambulància.
El 2009 hi havia 1 escola maternal i 1 escola elemental. Marigny-le-Châtel disposava d'un col·legi d'educació secundària amb 326 alumnes.

## Poblacions més properes
El següent diagrama mostra les poblacions més properes.